# Aliança Sahra Wagenknecht - Per la Raó i la Justícia
L'Aliança Sahra Wagenknecht - Per la raó i la justícia (en alemany: BSW - Für Vernunft und Gerechtigkeit e.V., BSW) és un partit creat per antics membres de L'Esquerra (Die Linke). Els plans per al nou partit van ser presentats en una conferència de premsa federal el 23 d'octubre de 2023 pels membres del Bundestag Sahra Wagenknecht, Amira Mohamed Ali, Christian Leye, Lukas Schön i Ralph Suikat.
Mohamed Ali va anunciar que ella, Wagenknecht, Leye i set membres més de la facció del Bundestag abandonarien L'Esquerra i formarien part del recentment fundat BSW. L'objectiu principal de l'associació BSW és construir una estructura per a un nou partit liderat per Wagenknecht. L'associació és escèptica tant pel que fa a la política verda com la política d'immigració, així com amb el suport a Ucraïna a la guerra russo-ucraïnesa o a Israel en la guerra de Gaza. Segons diverses enquestes, entre el 12 i el 20 % (amb un 32 % a l'Alemanya de l'est) dels ciutadans van assegurar que votarien a favor del partit.

## Història

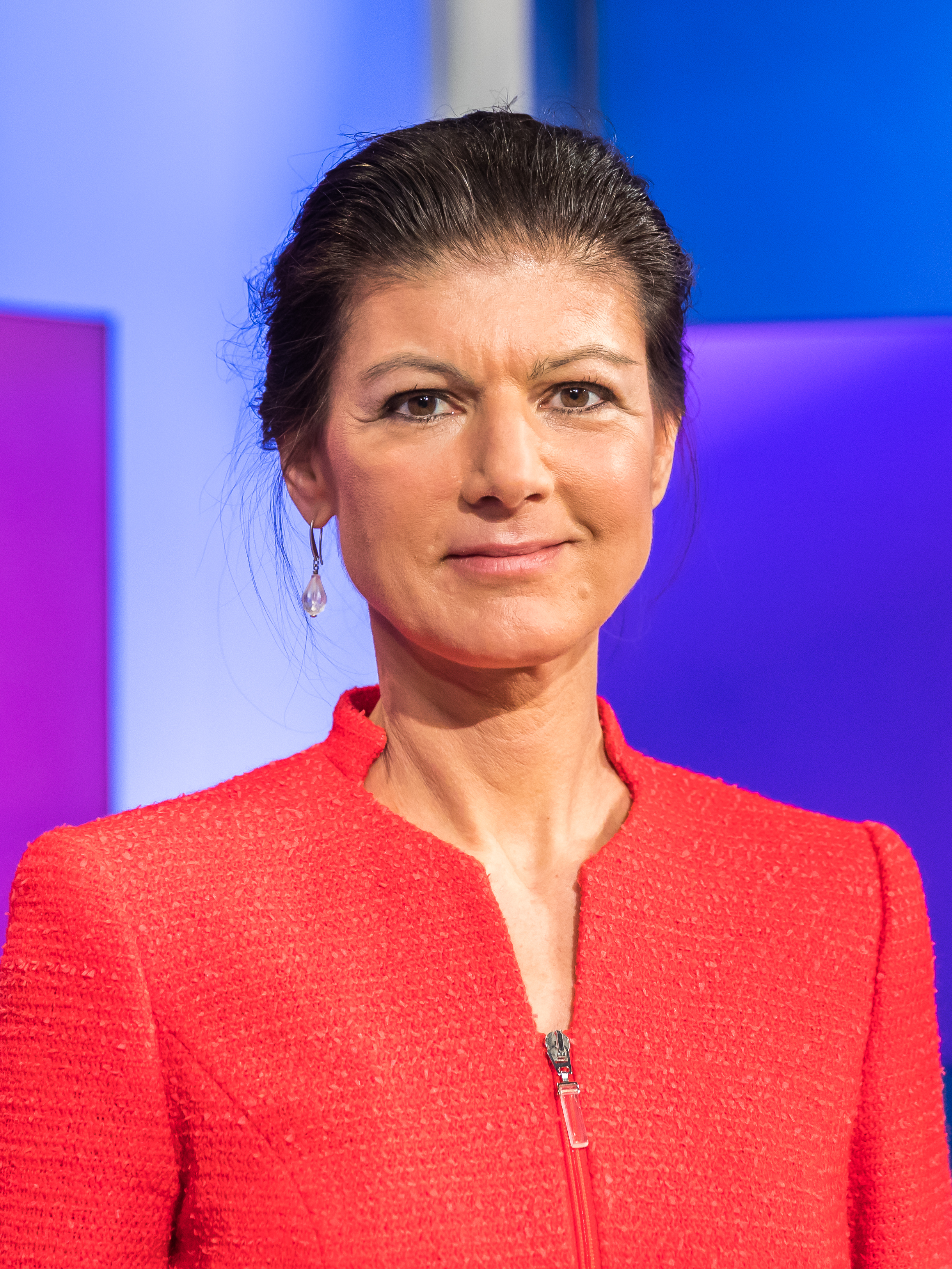
Sahra Wagenknecht

Wagenknecht, que ha estat descrita com una destacada política d'esquerres. Va ser membre de L'Esquerra i dels seus predecessors, com el Partit del Socialisme Democràtic i el Partit Socialista Unificat d'Alemanya. Les seves posicions polítiques s'identifiquen generalment com a populistes d'esquerra. Tot i que va ser colíder de Die Linke del 2015 al 2019, el conflicte amb altres membres del partit sobre temes com la política de refugiats, la vacunació contra la COVID-19 i la invasió russa d'Ucraïna del 2022 havien provocat especulacions des del 2021 sobre que abandonaria el partit per a fundar-ne un de nou.
Aquesta especulació va augmentar de cara a les eleccions estatals de Hessen i de Baviera de 2023, en què Die Linke no va arribar al llindar electoral del 5% mentre que l'Alternativa per a Alemanya (AfD) va augmentar en tots dos. L'èxit d'AfD va portar Wagenknecht a afirmar que un partit populista d'esquerres podria competir amb ell.

### Registre d'associació
L'associació, amb seu a Karlsruhe, va ser inscrita al registre d'associacions del tribunal de districte de Mannheim el 26 de setembre de 2023. A mitjans d'octubre, més de cinquanta membres de Die Linke van presentar una sol·licitud d'expulsió de Wagenknecht per tal d'impedir-li construir l'escissió amb els recursos del partit. Membres d'aquest i comentaristes polítics van culpar l'especulació en curs sobre la ruptura interna pels seus mals resultats a les eleccions estatals. Martin Schirdewan, president federal de Die Linke i copresident de l'eurogrup L'Esquerra en el Parlament Europeu va declarar que el partit expulsaria els membres que formessin part de l'associació i futur partit. Així, el consell executiu federal va aprovar una resolució d'incompatibilitat amb BSW.
Sobre les perspectives polítiques del partit, Wolfgang Schroeder, un politòleg de la Universitat de Kassel, va afirmar que la meitat de la quota de vots de Die Linke podria anar al BSW, fet que significaria que no entraria al Bundestag a les properes eleccions federals. Per contra, la investigació de Constantin Wurthmann, un politòleg de la Universitat d'Erlangen, i els politòlegs Sarah Wagner i Jan-Philipp Tomeczek van considerar que BSW també podria fer mal a l'extrema dreta. Wurthmann, que va afirmar que Wagenknecht era «socioculturalment de dreta», va comentar: «Les nostres dades mostren que l'aprovació de Wagenknecht és més alta entre els votants de l'AfD que entre els votants de Die Linke, agrada a la gent que es consideren conservadors, són crítics amb la immigració i provenen parcialment de l'est».
Deu membres del Bundestag es van unir al partit en la seva fundació, creant una facció dins del grup parlamentari de Die Linke, entre ells Sahra Wagenknecht, diputada i exlíder del grup parlamentari, Amira Mohamed Ali, diputada i exlíder del grup parlamentar, Christian Leye, diputat de Rin del Nord-Westfàlia, Ali Al-Dailami, membre del Bundestag de Hessen, Sevim Dağdelen, diputada de Renània del Nord-Westfàlia, Klaus Ernst, diputat de Baviera i antic president federal, Andrej Hunko, diputat de Renània del Nord-Westfàlia, Żaklin Nastić, diputada d'Hamburg, Jessica Tatti, diputada de Baden-Württemberg, Alexander Ulrich, diputat de Renània-Palatinat i Sabine Zimmermann, exdiputada del Bundestag de Saxònia.
Segons una enquesta de l'Insa, al voltant del 12% dels alemanys van dir que votarien per BSW. Una enquesta d'opinió de Civey indicava que el 20% dels alemanys podrien «imaginar en principi» votar un hipotètic partit liderat per Wagenknecht. L'enquesta també va trobar que els partidaris de Die Linke i de l'AfD eren els que estaven més oberts a votar per aquest partit, arribant al 32 % a l'est d'Alemanya. Una enquesta de Bild va considerar que el 27% dels votants es plantejarien votar pel partit de Wagenknecht. Manfred Güllner, la firma de sondejos del qual, l'Institut Forsa, va fer una enquesta sobre el partit de Wagenknecht, va afirmar que té tanta possibilitat d'atreure votants dels partits tradicionals com d'atreure els que voten per la dreta.

### Organització interna
El febrer de 2024, abans de les eleccions al Parlament Europeu de 2024 que se celebrarien al maig, BSW fa organitar la seva estructura amb una direcció conjunta de Sahra Wagenknecht i Amira Mohamed Ali, i una secretaria general per Christian Leye.

### Primeres eleccions

Suport a BSW support a les eleccions al Parlament Europeu de 2024

A les eleccions al Parlament Europeu de 2024, amb el 6,2% del vot, va aconseguir sis eurodiputats, que van formar part del grup dels No inscrits.
El partit va aconseguir entrar en els governs de coalició als estats de Brandenburg i Turíngia amb les forces tradicionals Unió Cristianodemòcrata (CDU) i el Partit Socialdemòcrata (SPD), després d'aconseguir gairebé un 14% i els 16%.
A les eleccions federals alemanyes de 2025 va quedar al límit de poder entrar al parlament amb el 4,972% dels vots. Sahra Wagenknecht va culpar els mals resultats a la participació del partit al govern de Turíngia amb la CDU i l'SPD, assenyalant Katja Wolf, la líder de l'organització a l'estat, com a responsable, però Wolf va consolidar el liderat a Turíngia en derrotar Anke Wirsing, que la va desafiar, recolzada per Wagenknecht.

## Ideologia
Les posicions polítiques de BSW inclouen més restriccions a la immigració, un pla per a la desglobalització, l'oposició a la política verda, la fi de l'ajuda militar a Ucraïna i un acord negociat per a la invasió russa d'Ucraïna. Wagenknecht considera que Die Linke i l'Aliança 90/Els Verds són els principals oponents.
BSW ha estat descrit de diverses maneres com a populista, econòmicament socialista, culturalment conservador en temes socials, i prorussa en política exterior. BSW critica l'enviament d'armes a Ucraïna i els seus partidaris a la guerra russo-ucraïnesa, i culpa l'OTAN de l'escalada del conflicte. Enmig de la conflicte palestino-israelià d'octubre de 2023, Wagenknecht va descriure la Franja de Gaza com una «presó a l'aire lliure».
El partit ha estat descrit com d'esquerres, o d'extrema esquerra, alhora que conservador en temes socioculturals, com la immigració i la diversitat de gènere, i s'ha comparat amb el Partit Socialista dels Països Baixos i el Partit Comunista de Grècia. Sarah Wagner, investigadora postdoctoral en ciències polítiques a la Universitat de Mannheim que ha estudiat l'ascens polític de Wagenknecht, va comentar que «realment no podem dir exactament quantes persones s'alineen amb els valors de l'esquerra conservadora. Però el que podem dir és que és una qüestió significativa: mai abans no hem vist aquesta combinació en un partit a Alemanya».
BSW ha estat descrit com un partit d'esquerra conservador, en part a causa de les seves posicions econòmiques d'esquerres i de tenir posicions socials i culturals conservadores, que Wurthmann ha descrit com a populars entre els antisistema i votants de dretes.
Wagenknecht va considerar que Die Linke s'havia convertit en socioliberal, criticant el que ella va anomenar «estil de vida d'esquerres», i va acusar-los d'estar «massa centrats en la dieta, els pronoms i la percepció del racisme, i no està prou preocupat per la pobresa i la fractura social cada cop més gran entre rics i pobres».

## Resultats electorals

### Parlament Federal (Bundestag)
| Eleccions al Bundestag | Eleccions al Bundestag | Eleccions al Bundestag | Eleccions al Bundestag | Eleccions al Bundestag | Eleccions al Bundestag | Eleccions al Bundestag | Eleccions al Bundestag | Eleccions al Bundestag |
| Any                    | Candidat               | Circum.                | Circum.                | Llista                 | Llista                 | Escons                 | +/–                    | Govern                 |
| Any                    | Candidat               | Vots                   | %                      | Vots                   | %                      | Escons                 | +/–                    | Govern                 |
| ---------------------- | ---------------------- | ---------------------- | ---------------------- | ---------------------- | ---------------------- | ---------------------- | ---------------------- | ---------------------- |
| 2025                   | Sahra Wagenknecht      | 299,226                | 0.60                   | 2,468,670              | 4.97                   | 0 / 630                | Nou                    | Extraparlamentari      |

### Parlament Europeu
| Any  | Líder         | Vots      | %    | Escons | +/- | Grup |
| ---- | ------------- | --------- | ---- | ------ | --- | ---- |
| 2024 | Fabio de Masi | 2,453,652 | 6.17 | 6 / 96 | Nou | NI   |

### Estats alemanys
| Parlament   | Any  | Vots    | %         | Escons   | +/– | Govern      |
| ----------- | ---- | ------- | --------- | -------- | --- | ----------- |
| Brandenburg | 2024 | 202,343 | 13.5 (#3) | 14 / 88  | Nou | SPD–BSW     |
| Saxònia     | 2024 | 277,173 | 11.8 (#3) | 15 / 120 | Nou | Oposició    |
| Turíngia    | 2024 | 190,448 | 15.8 (#3) | 15 / 88  | Nou | CDU-BSW-SPD |